# Militärputsch in Myanmar 2021
Beim Militärputsch in Myanmar 2021 handelte es sich um einen Putsch der myanmarischen Streitkräfte, geführt von General Min Aung Hlaing, gegen die demokratisch gewählte Regierung unter Aung San Suu Kyi. Am 1. Februar 2021, als die neue Legislaturperiode des Parlaments beginnen sollte, verkündete das Militär einen Ausnahmezustand von einem Jahr, löste das aus zwei Kammern bestehende Parlament auf und setzte den vormaligen Vizepräsidenten Myint Swe als kommissarisches Staatsoberhaupt ein. Als Grund für den Putsch wurde Wahlbetrug genannt.
Bei gewaltsamen Auflösungen von anschließenden landesweiten Demonstrationen gegen den Putsch kam es zu tausenden Festnahmen und hunderten Todesopfern. Im März konnte eine Eskalation der Gewalt beobachtet werden, welche den Beginn eines Bürgerkriegs im Land markierte.
Stand Januar 2023 saßen noch mehr als 13.000 Menschen, die infolge des Putsches festgenommen worden waren, in Haft. Laut der Menschenrechtsorganisation AAPP tötete die Militärregierung bis Januar 2023 mindestens 2707 politische Gefangene infolge des Putsches.
Seit dem Putsch sind ausländische Waffen und Material zur Waffenproduktion im Wert von mindestens einer Milliarde US-Dollar nach Myanmar gelangt. Die größten Waffenlieferungen an die Militärjunta kamen von Russland.

## Ausgangslage
Myanmar konnte sich erst 2015 von einer langwierigen Militärdiktatur, die 1962 mit einem Militärputsch begonnen hatte, offiziell loslösen. Aung San Suu Kyi, die Tochter von Aung San, der Mitte des 20. Jahrhunderts dazu beigetragen hatte, Birma aus der Abhängigkeit von Großbritannien zu lösen, gewann mit ihrer Partei, der Nationalen Liga für Demokratie (NLD), die vom Militär zugelassenen Wahlen im Jahr 1990. Das Militär setzte sie dennoch anschließend für 15 Jahre unter Hausarrest und weigerte sich, die Führung des Landes abzugeben.
Das myanmarische Volk begehrte im Jahr 2007 mit der Safran-Revolution gegen die herrschende Militärdiktatur auf, die die Demonstrationen niederschlug und die ideologischen und politischen Anführer der Demonstranten – sofern wie Aung San Suu Kyi noch nicht eingesperrt – inhaftierte und folterte. Drei Jahre später, im Jahr 2010, ließ das Militär erstmals seit 1990 wieder Wahlen in Myanmar zu, die nach internationaler Einschätzung weder frei noch fair gewesen waren. Mit den am Ende des Jahres 2010 abgehaltenen Wahlen endete die Diktatur offiziell.
Als Reformen bezeichnet, ließen die militärischen Führer die myanmarische Verfassung in ihrem Sinne durch ihre gewählten Stellvertreter schreiben und konnten dadurch ihre Machtstellung per Gesetz festigen. Dem myanmarischen Grundgesetz zufolge bestellt das Militär einen der zwei Vizepräsidenten sowie die Spitzen des Verteidigungs-, Innen- und Grenzschutzministeriums. Außerdem unterliegt der Oberkommandierende der myanmarischen Streitkräfte keiner zivilen Kontrolle.
Dennoch fanden in den Jahren zwischen 2011 und 2015 auch demokratische Reformen in Myanmar statt, wodurch im Jahr 2015 die ersten als frei bewerteten Wahlen stattfanden. Die Parlamentswahlen in Myanmar im Jahr 2015 führten zu einem erneuten Sieg für Suu Kyi und die NLD.
Das Militär behielt jedoch erheblichen Einfluss, einschließlich des Rechts, ein Viertel der Abgeordneten zu ernennen.
Am 8. November 2020 gewann Aung San Suu Kyi bzw. ihre Partei nach offiziellen Angaben erneut mit einer absoluten Mehrheit die Parlamentswahlen. Die Wahlbeteiligung lag bei etwa 70 %. Die vom Militär unterstützte Union Solidarity and Development Party (USDP) war weit abgeschlagen.
So gewann die NLD 396 von 476 Sitzen im Parlament, und damit eine noch größere Anzahl an Sitzen als bei den Parlamentswahlen im Jahr 2015. Die USDP gewann nur 33 Sitze. Das Militär behauptete nach der Wahl im Jahr 2020, dass die Abstimmung betrügerisch verlaufen sei. Gerüchte über einen Putschversuch hatte das Militär noch wenige Tage vor dem Putsch bestritten.

## Verlauf
Suu Kyi, Staatspräsident Win Myint und mindestens 43 weitere hochrangige Regierungsmitglieder wurden am frühen Morgen des 1. Februar vom Militär festgenommen.
Das Internet und die Telekommunikation sowie die Übertragung von Nachrichtenstationen brachen zeitweise zusammen. Das Militär kündigte noch am Morgen an, vorübergehend die Regierungsgeschäfte und alle Staatsgewalt zu übernehmen und die Macht erst nach erneuten Wahlen wieder an eine zivile Regierung zu übertragen. Als amtierender Staatspräsident wurde der bisherige Erste Vizepräsident Generalleutnant Myint Swe, der seit 2016 als Repräsentant des Militärs in der Regierung saß, eingesetzt. Er verhängte „gemäß den Artikeln 417 und 418 der Verfassung“ über das Land mehrmals den Ausnahmezustand, zuletzt im August 2021 bis einschließlich August 2023.
Das im November gewählte Parlament wurde aufgelöst. Die Kontrolle über Exekutive, Legislative und Judikative übernahm der Oberbefehlshaber der Streitkräfte Senior General Min Aung Hlaing, ohne dass er damit ein neues Amt antrat. Bei einer Sitzung des Nationalen Verteidigungs- und Sicherheitsrates erklärte er, das Militär wolle sich an die Regelungen der Verfassung und der Gesetze halten und bereite Neuwahlen vor. Noch am 1. Februar wurden 25 Minister aus dem von der NLD gebildeten Kabinett entlassen und durch 11 neue Amtsinhaber ersetzt.
Am Abend wurde eine Ausgangssperre verhängt, hunderte Abgeordnete wurden in dem Wohnkomplex festgehalten, in dem die Abgeordneten an Sitzungstagen des Parlaments wohnen.
Der Nationale Verteidigungs- und Sicherheitsrat (National Defence and Security Council, NDSC) besteht nach Artikel 201 der Verfassung aus elf Mitgliedern. Drei von ihnen wurden im Zuge des Putsches abgesetzt (Präsident, Sprecher der beiden Parlamentskammern) und vier ersetzt (Minister für Verteidigung, Inneres, Äußeres und Grenzen); vier wurden ohnehin vom Militär gestellt (Erster und Zweiter Vizepräsident, Oberbefehlshaber und sein Stellvertreter). Damit steht der NDSC vollständig unter Kontrolle des Militärs.
Die Militärherrschaft wurde am 2. Februar institutionalisiert, als durch ein Dekret der elfköpfige Staatsverwaltungsrat (State Administration Council, SAC) geschaffen wurde. Die Streitkräfte beriefen sich dabei auf Artikel 419 der Verfassung. Den Vorsitz über das neue Gremium übernahm der Oberbefehlshaber Min Aung Hlaing. Der SAC soll zusammen mit seinem Vorsitzenden die vollziehende, gesetzgebende und richtende Gewalt ausüben.
Am 3. Februar wurde bekannt, dass die abgesetzte Staatsrätin Aung San Suu Kyi wegen Hochverrats angeklagt werden soll. Nach dem Putsch kam es in Yangon und im Internet zu verschiedenen Protestkundgebungen von Burmesen. In der ersten Woche nach dem Putsch weiteten sich die Proteste auf die Hauptstadt Naypyidaw und die zweitgrößte Stadt Mandalay aus. Außerdem kam es zu Akten des zivilen Ungehorsams, wie etwa im Gesundheitswesen. Als Reaktion darauf sperrte das neue Militärregime soziale Netzwerke wie Facebook, Instagram oder Twitter.

### Proteste und deren Niederschlagung

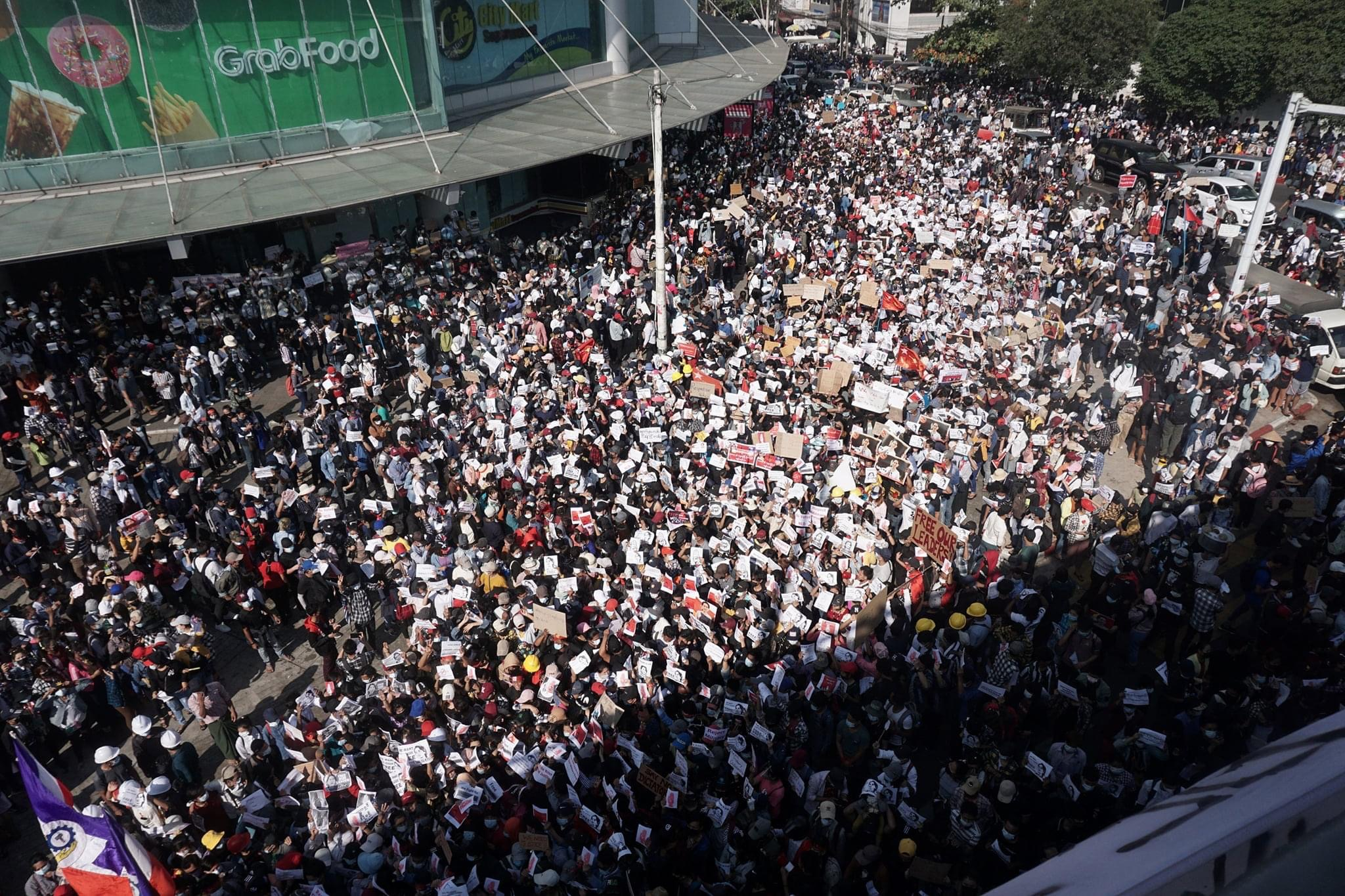
Demonstration am 9. Februar 2021 in Yangon

In den darauf folgenden Tagen verhängte das Militär zeitweise das Kriegsrecht über die Hauptstadt Naypyidaw sowie über die Städte Rangun und Mandalay und untersagte mit Wirkung zum 8. Februar Versammlungen von mehr als fünf Menschen. Daraufhin kam es zu Massenprotesten in den besagten Städten. Ende Februar ging das Militär mit Schusswaffen gegen Demonstranten vor. Täglich kam es zu Protestkundgebungen im ganzen Land.
Die beiden Menschenrechtsaktivistinnen Ei Thinzar Maung und Esther Ze Naw Bamvo führten im Februar 2021 in Rangun, der größten Stadt des Landes, die erste Demonstration gegen den Militärputsch an, an der über 5000 Menschen teilnahmen. Die Protestierenden zeigten dabei eine Geste, bei der drei Finger gezeigt werden und die aus den Tributen von Panem entlehnt ist. Sie gilt in Asien als Symbol des Widerstandes. Die rot-weißen Baumwolltops zeigen die Solidarität mit den Karen.
Mindestens 34 Journalisten wurden bis 3. März festgenommen. Die tatsächliche Zahl der Festnahmen wird jedoch höher geschätzt, da teilweise an einzelnen Tagen über 1000 Zivilisten in Gewahrsam genommen wurden.
Allein am 4. März wurden 38 Menschen von der Polizei und dem Militär getötet.
Von Tötungen durch Polizei und Militär in Myanmar wurde auch in den darauf folgenden Tagen berichtet.
Mitte März verhängte die Militärjunta erneut Kriegsrecht in Teilen der Stadt Rangun. Die befürchtete weitere Eskalation der Gewalt bestätigte sich, als das Militär am 14. März besonders brutal gegen die Protestierenden in Yangon vorging. Landesweit habe es alleine an diesem Tag, einem Sonntag, Dutzende Todesopfer gegeben.
Im März ließ die Militärjunta mehr als 600 der etwa 2700 inhaftierten Demonstranten aus dem Insein-Gefängnis frei.
Am 27. März wurden landesweit mindestens 114 Demonstranten von Sicherheitskräften getötet, was bis dato den blutigsten Tag seit dem Staatsstreich darstellt. Tags zuvor hatte die Junta im Fernsehen davor gewarnt, dass auch in die Köpfe und Rücken von Demonstranten geschossen würde.
Auch Kinder und Trauernde bei Beerdigungen wurden erschossen. Berichte sprechen davon, dass rund einem Viertel der seit dem Staatsstreich getöteten Demonstranten in den Kopf geschossen wurde.
Laut Aktivisten wurden am 9. April mindestens 80 Menschen in der Stadt Bago getötet, als Soldaten mit Gewehrgranaten eine Menschenmenge auseinandertreiben wollten.
Im April 2021 rief die Menschenrechtsaktivistin Ei Thinzar Maung vor dem Neujahrsfest Thingyan, das fünf Tage lang gefeiert wird, mit anderen Aktivisten zu symbolischen Protesten auf. Um Sympathie mit den Protestierenden zu zeigen, sollten die Menschen die Protestgeste mit roter Farbe auf Blumentöpfe malen, die traditionell an diesen Feiertagen ausgestellt werden. Man dürfe diese Feiertage nicht dem Militär überlassen. Buddhisten sollten eine bestimmte religiöse Tracht tragen und zusammen beten, die kleine christliche Gemeinde im Land sollte weiße Kleidung anziehen und Psalmen lesen.

### Bildung eines Widerstands im September 2021
Anfang September 2021 bildeten hauptsächlich Abgeordnete der vom Militär entmachteten Nationale Liga für Demokratie eine Schattenregierung und riefen zu einem Volksaufstand gegen das Militär aus. In vielen Gegenden Myanmars bildeten sich daraufhin Bürgermilizen, die dem Aufruf folgten.
Stand 2023 gibt es laut der Nichtregierungsorganisation International Crisis Group hunderte Guerillagruppen des bewaffneten Widerstands gegen die Militärregierung in Myanmar. Diese beherrschen Ende 2023 große Teile des Landes.

## Opferzahlen
Laut UN-Angaben wurden infolge des Putsches Stand September 2021 mehr als 1100 Menschen durch Sicherheitskräfte getötet. Im September 2021 befanden sich von den 8000 Menschen, die im Jahr 2021 in Myanmar nach dem Putsch festgenommen worden waren, noch etwa 4700 Menschen in Haft. Einen Monat später waren die Verhaftungen auf etwa 9200 angestiegen. Unter den Verhafteten befand sich auch Kyaw Min Yu, der bereits 1988 als Widerstandsführer für eine Demokratisierung in Myanmar protestierte und landesweit bekannt ist.
Bis September 2022 wurden mehrere Hundert der inhaftierten Demokraten ermordet, viele davon zu Tode gefoltert. Laut der Menschenrechtsorganisation AAPP tötete die Militärregierung bis Januar 2023 mindestens 2707 politische Gefangene infolge des Putsches.
Im Januar 2023 ließ die Militärregierung anlässlich des 75. Unabhängigkeitstages von Myanmar 7000 Häftlinge frei, darunter waren laut der UNHCHR auch 300 politische Gefangene. Von den fast 17.000 Gefangenen, die seit dem Staatsstreich in Myanmar inhaftiert wurden, sitzen laut UNHCHR weiterhin mehr als 13.000 in Haft.

## Hintergründe und Motive
Die Beweggründe des Militärs für diesen Staatsstreich blieben bislang unklar. Angeblich hat das Militär behauptet, mutmaßlicher Wahlbetrug würde die nationale Souveränität bedrohen.
Einige Tage vor dem Putsch hatte die von der Zivilbevölkerung ernannte Wahlkommission der Union die Behauptungen des Militärs wegen Wahlbetrugs kategorisch zurückgewiesen und das Fehlen von Beweisen für die vom Militär angeführten Behauptungen von 8,6 Millionen Unregelmäßigkeiten in den Wählerlisten der 314 Townships von Myanmar bemängelt.
Der Putsch könnte vom Ziel des Militärs getrieben worden sein, seine zentrale Rolle in der birmanischen Politik zu bewahren.
Das Gesetz über den Wehrdienst sieht ein verpflichtendes Pensionsalter von 65 Jahren für den Oberbefehlshaber der Streitkräfte vor. Amtsinhaber Min Aung Hlaing wäre an seinem 65. Geburtstag im Juli 2021 gezwungen gewesen, in den Ruhestand zu treten.
Darüber hinaus ermächtigt die Verfassung ausschließlich den Präsidenten in Absprache mit dem Nationalen Verteidigungs- und Sicherheitsrat, den Nachfolger von Min Aung Hlaing zu ernennen, was dem zivilen Arm der Regierung die Möglichkeit hätte bieten können, einen reformorientierteren Militäroffizier als Oberbefehlshaber zu ernennen.
Hlaings schwindende Macht hätte ihn einer möglichen Strafverfolgung und Rechenschaftspflicht für mutmaßliche Kriegsverbrechen während des Rohingya-Konflikts vor verschiedenen internationalen Gerichten ausgesetzt.
Min Aung Hlaing hatte auch einen möglichen Eintritt in die Politik als Zivilist nach seiner Pensionierung angedeutet.
Die Aktivistengruppe Gerechtigkeit für Myanmar hat auch die bedeutenden finanziellen und geschäftlichen Interessen von Min Aung Hlaing und seiner Familie als möglichen Motivationsfaktor für den Putsch genannt.
Min Aung Hlaing beaufsichtigt zwei Militärkomplexe, die Myanmar Economic Corporation (MEC) und die Myanma Economic Holdings Limited (MEHL), während seine Tochter, sein Sohn und seine Schwiegertochter über beträchtliche Geschäftsbeteiligungen im Land verfügen.
Einige Tage vor dem Putsch hatte der Internationale Währungsfonds (IWF) der Zentralbank von Myanmar im Rahmen eines Nothilfepakets 350 Millionen US-Dollar an Bargeld zur Bekämpfung der anhaltenden COVID-19-Pandemie zur Verfügung gestellt. Die Mittel kamen ohne Bedingungen und ohne Vorgaben für Rückerstattungen. Als Reaktion auf mögliche Bedenken hinsichtlich der ordnungsgemäßen Verwendung der Mittel durch das Militärregime erklärte ein IWF-Sprecher: „Es wäre im Interesse der Regierung und sicherlich der Bevölkerung von Myanmar, dass diese Mittel tatsächlich entsprechend verwendet werden.“
Der IWF ging angesichts der Ernennung von Than Nyein, einem Verbündeten des Militärs, zum Verwalter nicht direkt auf Bedenken hinsichtlich der Unabhängigkeit der Zentralbank ein.

## Einschätzung und Reaktionen

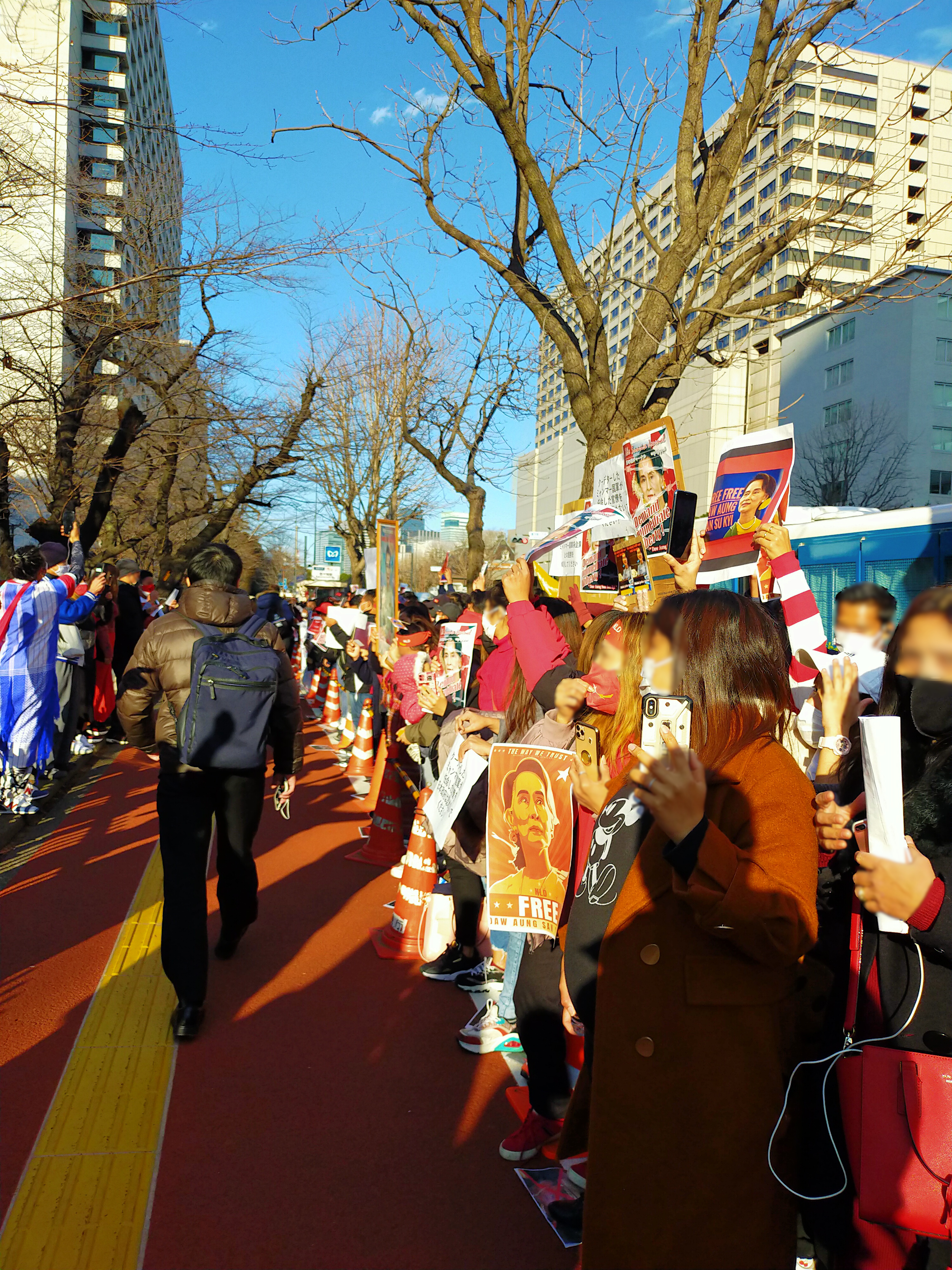
3000 Demonstranten in Tokio, Japan.

Die vom Militär kontrollierten Medien verkündeten, dass der Verfassungsartikel 417 vorsieht: Das Militär darf die Macht an sich ziehen, wenn die Einheit des Landes, „die nationale Solidarität“ oder die Souveränität der Nation in Gefahr sind. Tatsächlich darf die Inkraftsetzung jenes Artikels allerdings nur vom Präsidenten ausgehen, den das Militär in Gewahrsam nahm.
Die USA, Australien, die Europäische Union und die Schweiz fordern die Freilassung Suu Kyis und anderer Politiker sowie die Rückkehr zur Rechtsstaatlichkeit. UN-Generalsekretär António Guterres verurteilte den Putsch und bedauerte, dass nun alle Staatsgewalt vom Militär ausgeübt würde. Das Nationalparlament Osttimors erklärte seine Solidarität mit dem Volk von Myanmar und verurteilte den Militärputsch.
Japan hielt den gemeinsam mit Myanmar entwickelten ersten Satelliten Myanmars vorübergehend auf der Internationalen Raumstation fest, weil eine Nutzung durch das Militär befürchtet wurde. Entgegen dem Protest von Menschenrechtsorganisationen wurde der Satellit dann am 22. März 2021 doch ins All ausgesetzt, jedoch ohne Zugang von myanmarischer Seite. Die Entwickler des Satelliten behaupten, dass die Verwendung der Satellitendaten auf friedliche Zwecke beschränkt sein wird.

## Verweise
- Myanmar - How the Chin are fighting the Junta, Dokumentarfilm, 28 Minuten, Deutsche Welle, veröffentlicht am 8. August 2023 auf Youtube